# Paroplapoderus tentator
Paroplapoderus tentator es una especie de coleóptero de la familia Attelabidae. Presenta las siguientes subespecies: Paroplapoderus tentator annapurnae y Paroplapoderus tentator tentator.

## Distribución geográfica
Habita en China, Malasia, Birmania y  Vietnam.